# 沖冠岳
沖 冠岳（おき かんがく、文化14年（1817年）誕生日不明 - 明治9年（1876年）7月25日は、日本の江戸時代後期から明治時代初期にかけて活躍した絵師。本来の姓は中川。字は展親、名は庸。初め冠岳と号し、一時は冠翠に改めるものの、後に再び冠岳に戻した。別号に天真堂、蠖堂、玉菴、桂峰、暘谷など。

## 略伝
伊予国今治出身風早町。かつては河田小龍著『吸江図誌』の校訂者に「冠岳樵人」の名があり、沖冠岳と同一人物とされたことから小龍と同じ土佐出身とされた。しかし、他の資料や冠岳自身の印章「豫国之人東京居」から明らかな誤伝で、そもそも冠岳と「冠岳樵人」が同一人物かも定かでない。中川家は伊予の名族・越智氏の流れを組むようだが、藩士ではなく檜物屋を営む御用商人だったという。しかし、父・中川正晴は松山で医者をしていたともいわれ、本業は医師で猿の絵を得意とした山本雲渓に入門したのも、医師繋がりだったとも考えられる。また、冠岳自身も医師と兼業だったとも想定され、後年の似顔絵では当時の医師のならいで剃髪姿で掲載されている（畑銀鶏『現存雷名江戸文人壽命附』嘉永2年（1850年）刊）。
いつ頃かは不明だが上京し、岸派の絵師に入門し、天保年間はここで画を学んだと推測される。ただし、岸派のどの絵師かは不明だが、後年の作品まで岸派の影響が見て取れる。天保11年（1840年）夏から翌12年（1841年）春までの間に、中川から沖を名乗り始める。沖姓を用いたのは、中川の中と川（水）の二文字を合成して一字としたためで、中国名風の一字姓を名乗るのは江戸後期の文人の間でしばしば見られる現象である。なお以後、冠岳の子孫は沖を本姓としている。嘉永初期に江戸に出て、谷文晁、大沼枕山らと交流を結ぶ一方、江戸南画や狩野派なども研究し多彩な画風を身に着けた。嘉永年間には、駿河台に住み、江戸の文人たちの間に知られるようになっていた。
安政2年（1855年）3月から神戸藩に仕え、下屋敷のある高輪に引っ越す。この際、前藩主・本多忠升の雅号が同じ「冠岳」だったためか、冠翠に改める。なお、「翠」の字を用いたのは、現藩主本多忠貫の号の一つ「翠洞」から貰ったとも推測される。ただし、この時期の名鑑では一貫して「冠岳改、冠翠」と記されており、世間では冠岳のほうが通りが良かったとも推測される。。しかし、画業に専念するためと幕末の政情不安から、文久3年（1863年）8月、神戸藩士のまま麻布市兵衛町に引っ越す。画号も冠岳に戻し、充実した作品を数多く制作する。画家仲間との交流も続いており、松本楓湖とその門弟や川上冬崖、奥原晴湖といった次代の文人たちとも接点を持っている。
明治4年（1871年）春、神戸藩から今治藩へ帰藩し、同年秋に今治へ帰郷。郷里の商人たちの庇護を受け、晩年まで旺盛な制作を続けた。明治9年死去、享年60。戒名は天眞院冠岳清雪居士。墓所は本郷の大林寺と伝わるが、墓石は現存しない。長男の沖冠嶺は、漢学者として名を成した。門人に同郷の山下桂岳と、愛知の二宮赤峯がいる。

## 作品
| 作品名           | 技法     | 形状・員数 | 寸法（縦x横cm） | 所有者                   | 年代                   | 落款       | 印章 | 備考                                                               |
| ---------------- | -------- | ---------- | --------------- | ------------------------ | ---------------------- | ---------- | ---- | ------------------------------------------------------------------ |
| 三夫婦参拝の図   | 板地著色 | 絵馬1面    | 90.8x181.5      | 綱敷天満神社             | 1827年（文政10年）     |            |      | 10歳で描いた最初期作だが、絵の具が剥落して殆ど絵柄が確認できない。 |
| 鹿に萩           | 紙本著色 | 1幅        | 168.8x91.7      | 今治城                   | 初期作                 |            |      |                                                                    |
| 青緑山水人物図   | 絹本著色 | 1幅        | 131.2x56.0      | 個人（愛媛県美術館寄託） | 1848年（嘉永元年）     |            |      |                                                                    |
| 猿駒止           | 板地著色 | 絵馬1面    | 133.0x178.0     | 旗岡八幡宮               | 1864年（元治元年10月） | 冠岳沖庸寫 |      | 品川区指定有形文化財                                               |
| 菊に鵈           | 絹本著色 | 1幅        | 129.0x51.0      | 今治城                   |                        |            |      |                                                                    |
| 四睡             | 著色     | 絵馬1面    | 300.9x416.3     | 浅草寺                   | 1870年（明治3年3月）   |            |      | 浅草寺には多くの絵馬があるが、その中でも最大規模の作品。           |
| 観刀図           |          |            |                 | 大浜八幡大神社           | 1871年（明治4年）秋    |            |      |                                                                    |
| 四季花鳥図       | 絹本著色 | 双幅       | 112.0x50.0      | 愛媛県美術館             | 1871年（明治4年）      |            |      |                                                                    |
| 三顧図屏風       | 紙本著色 | 六曲一双   | 156.0x356.0     | 個人（愛媛県美術館寄託） |                        |            |      |                                                                    |
| 四季花鳥図屏風   | 紙本著色 | 六曲一双   | 161.0x365.0     | 今治城                   | 1873年（明治6年）      |            |      |                                                                    |
| 流水響空山図     | 紙本著色 | 1幅        | 171.5x91.5      | 今治城                   |                        |            |      |                                                                    |
| 菊池武光像       | 絹本著色 | 1幅        | 129.0x57.0      | 愛媛県美術館             |                        |            |      |                                                                    |
| 四季花卉         | 桧板著色 | 絵馬1面    | 213.6x153.0     | 金刀比羅宮               | 1873年（明治6年）      |            |      |                                                                    |
| 酒宴（猩々）の図 | 著色     | 絵馬1面    | 157.2x237.0     | 厳島神社                 | 1875年（明治8年）      |            |      |                                                                    |
| 漁樵問答         | 著色     | 絵馬1面    |                 | 綱敷天神社               | 1875年（明治8年）      |            |      |                                                                    |